# Orbit Downloader
Orbit Downloader – darmowy, własnościowy, graficzny menedżer pobierania plików z ukrytą funkcją wykonywania ataków DDoS przeprowadzanych bez zgody i wiedzy użytkownika, dostępny dla systemów operacyjnych z rodziny Windows. Jednym z głównych wabików do zainstalowania programu jest możliwość pobierania plików wideo ze stron takich jak YouTube, Dailymotion czy Metacafe. Od wersji 4.1.1.5 do Orbit Downloadera dołączył komponent orbitdm.exe, który łączy się z witryną programu, skąd dostaje dwa adresy. Z jednego pobiera lokalizację szkodliwego pliku DLL, z drugiego zaś kolejne adresy. DLL pobiera zawoalowaną konfigurację i wykonuje ataki DDoS na podane w niej cele.
Przez firmę Eset klasyfikowany jest jako trojan Win32/DDoS.Orbiter.A.
Oficjalnie program obsługuje protokoły:
- HTTP
- HTTPS
- FTP
- Metalink
- RTSP (Real Time Streaming Protocol)
- PNM
- MMS (Microsoft Media Services)
- RTMP (Real Time Messaging Protocol)

Orbit Downloader pracuje z większością przeglądarek, w tym: Opera, Mozilla Firefox, Microsoft Internet Explorer, Maxthon, Netscape oraz Google Chrome.